# Tianhe-2
Tianhe-2 o TH-2 ( en xinès 天河-2, és a dir, 'Via Làctia 2') és un superordinador de 3,86 petaflops situat al Centre Nacional de Supercomputadors de Guangzhou, Xina. Va ser desenvolupat per un equip de 1.300 científics i enginyers.
Va ser el superordinador més ràpid del món segons les llistes TOP500 de juny de 2013, novembre de 2013, juny de 2014, novembre de 2014, juny de 2015 i novembre de 2015. El rècord va ser superat el juny de 2016 pel Sunway TaihuLight. El 2015, els plans de la Universitat Sun Yat-sen en col·laboració amb el districte de Guangzhou i l'administració de la ciutat per duplicar la seva capacitat informàtica es van aturar per un rebuig del govern dels EUA a la sol·licitud d'Intel per a una llicència d'exportació per a les CPU i les plaques de coprocessador.
En resposta a la sanció dels EUA, la Xina va introduir el superordinador Sunway TaihuLight el 2016, que supera substancialment el Tianhe-2 (i també va afectar l'actualització de Tianhe-2 a Tianhe-2A en substitució de la tecnologia nord-americana), i el novembre de 2022 ocupa el vuitè lloc de la classificació llista TOP500, mentre utilitza tecnologia completament domèstica, inclòs el processador de molts nuclis de Sunway.

## Història
El desenvolupament de Tianhe-2 va ser patrocinat pel programa d'alta tecnologia 863, iniciat pel govern xinès, el govern de la província de Guangdong i el govern de la ciutat de Guangzhou. Va ser construït per la Universitat Nacional de Tecnologia de Defensa de la Xina (NUDT) en col·laboració amb l'empresa informàtica xinesa Inspur. Inspur va fabricar les plaques de circuits impresos i va ajudar amb la instal·lació i prova del programari del sistema. El projecte estava previst originalment per a la seva finalització el 2015, però en canvi es va declarar operatiu el juny de 2013. Al juny de 2013, el superordinador encara havia d'estar completament operatiu. S'esperava que assolís les seves capacitats computacionals completes a finals de 2013.
El juny de 2013, Tianhe-2 va encapçalar la llista TOP500 dels superordinadors més ràpids del món i encara figurava com la màquina més ràpida a la llista de novembre de 2015. L'ordinador va vèncer al segon classificat Titan per gairebé un marge de 2 a 1. Titan, que es troba al Laboratori Nacional d'Oak Ridge del Departament d'Energia dels Estats Units, va aconseguir 17,59 petaflops, mentre que Tianhe-2 va aconseguir 33,86 petaflops. L'actuació de Tianhe-2 va retornar a la Xina el títol de superordinador més ràpid del món després del debut de Tianhe-I el novembre de 2010. L'Institut d'Enginyers Elèctrics i Electrònics va dir que la victòria de Tianhe-2 "simbolitza el compromís incondicional de la Xina amb la carrera armamentística de la supercomputació". El juny de 2013, la Xina albergava 66 dels 500 millors superordinadors, només per darrere dels 252 sistemes dels Estats Units. El total xinès va augmentar fins a 168 dels 500 millors sistemes al juny de 2016, superant els Estats Units que van caure a 165 dels 500 millors superordinadors.

## Especificacions
Segons NUDT, Tianhe-2 s'hauria utilitzat per a aplicacions de simulació, anàlisi i seguretat del govern.
Amb 16.000 nodes d'ordinador, cadascun dels quals comprenia dos processadors Intel Ivy Bridge Xeon i tres xips de coprocessador Xeon Phi, va representar la instal·lació més gran del món de xips Ivy Bridge i Xeon Phi, comptant amb un total de 3.120.000 nuclis (a causa de les sancions dels EUA, la actualitzacions Tianhe-2A va canviar els acceleradors Xeon Phi per Matrix-2000, i el sistema més ràpid actualitzat té 4.981.760 nuclis en total, però encara va baixar del 2n al 4t lloc a causa dels nous sistemes més ràpids afegits a la llista). Cadascun dels 16.000 nodes posseïa 88 gigabytes de memòria (64 utilitzats pels processadors Ivy Bridge i 8 gigabytes per a cadascun dels processadors Xeon Phi). La memòria total de CPU més coprocessador era de 1.375 TiB (aproximadament 1,34 PiB ). El sistema té un sistema de fitxers 12,4 PiB H2FS que consta de nodes de reenviament d'IO que proporcionen una velocitat de ràfega d'1 TiB/s recolzada per un sistema de fitxers Luster amb un rendiment sostingut de 100 GiB/s.
Durant la fase de prova, Tianhe-2 es va col·locar en un espai confinat no òptim. Quan es munta a la seva ubicació final, el sistema haurà tingut un rendiment màxim teòric de 54,9 petaflops. En el consum màxim d'energia, el propi sistema hauria extret 17,6 megawatts de potència. Incloent la refrigeració externa, el sistema va treure un total de 24 megawatts. El complex informàtic acabat n'hauria ocupat 720 metres quadrats d'espai.
El sistema frontal constava de 4096 CPU Galaxy FT-1500, un derivat d'SPARC dissenyat i construït per NUDT. Cada FT-1500 en té 16 nuclis i un rellotge de freqüència de 1,8 GHz. El xip té un rendiment de 144 gigaflops i funciona amb 65 watts. La interconnexió, anomenada TH Express-2, dissenyada per NUDT, utilitzava una topologia d'arbre gras amb 13 canvis per cadascun dels 576 ports.
Tianhe-2 va funcionar amb Kylin Linux, una versió del sistema operatiu desenvolupat per NUDT. La gestió de recursos es basa en Slurm Workload Manager.